# 巴库拉仁波切
巴库拉仁波切（藏語：སྐུཤོག་བ་ཀུ་ལ་རིན་པོ་ཆེ།）是印度拉达克的一个藏传佛教的祖古传承。根据其追随者的说法，巴库拉仁波切是阿弥陀佛的化身，也是佛陀弟子十六罗汉之一。
现今巴库拉仁波切已经传承到第二十世，不过第十七世才是第一位被正式认证的巴库拉仁波切。巴库拉仁波切驻锡于列城的贝图寺。

## 历任巴库拉仁波切
- 第二世巴库拉仁波切：帝洛巴
- 第三世巴库拉仁波切：卢伊巴
- 第四世巴库拉仁波切：宗教书籍Kadam Buchos中登场的一位国王
- 第五世巴库拉仁波切：Aryasura（Lopon Pawo），为龙树的弟子之一
- 第六世巴库拉仁波切：Gyalwa Chogyangs，为你Lopon Padma二十五个弟子之一
- 第七世巴库拉仁波切：Ratna Udam（Nyamet Rinchen Chondus），为Kasdup Kyungpo的弟子之一
- 第八世巴库拉仁波切：Yeshe Dzin，Gedun Bang王的dharmaguru
- 第九世巴库拉仁波切：仁钦桑布
- 第十世巴库拉仁波切：Kadmapa教派的Geshe Chagpa Thrichog
- 第十一世巴库拉仁波切：热琼·多杰扎巴
- 第十二世巴库拉仁波切：Sthavira Lodros Choskyong，[1]Khedrup Rinpoche的主要弟子
- 第十三世巴库拉仁波切：Drupchen Choskyi Dorje (Mahasiddha Dharmavajra)，Basco Chokyi Gyaltsen (Dharmadhvaja)的门生
- 第十四世巴库拉仁波切：Lobzang Jinpa (Sumatidana)，六世班禅喇嘛的主要弟子
- 第十五世巴库拉仁波切：Yongdzin Yeshe Gyaltsen，八世达赖喇嘛的导师
- 第十六世巴库拉仁波切：Jetsun Ngawang Jampek Yeshe Gyatso，哲蚌寺的堪布
- 第十七世巴库拉仁波切：Kongchog Rangdrol Nyima，第一位在拉达克现身的化身
- 第十八世巴库拉仁波切：？
- 第十九世巴库拉仁波切：Thupstan Chognor
- 第二十世巴库拉仁波切（英语：20th Kushok Bakula Rinpoche）：土登阿旺